# Cvetka Lipuš
Cvetka Lipuš osztrák származású szlovén költő. 1966-ban született az ausztriai Eisenkappelban. A klagenfurti szlovén gimnáziumba járt, majd irodalomtudományt, szlavisztikát és könyvtártudományt hallgatott Bécsben, Klagenfurtban és a pennsylvaniai Pittsburghben, ahol jelenleg él.
Kamaszkorában kezdett verseket írni, első kötetét V lunini senci („A hold árnyékában”) címmel 1985-ben jelentette meg. Négy évvel később jelent meg Pragovi dneva („Napi akadályok”) című könyve, majd 1993-ban a Doba temnjenja („Az elsötétedés kora”). Negyedik verseskötete, a Geografija blizine („A közelség földrajza”) 2000-ben jelent meg.
Számos irodalmi kitüntetés birtokosa. Verseit több nyelvre, köztük németre, angolra, bolgárra és magyarra fordították le.